# Nimienga
Nimienga (ros. Нименга) – stacja kolejowa w miejscowości Nimieńga, w rejonie oneskim, w obwodzie archangielskim, w Rosji. Położona jest na linii Biełomorsk – Obozierskij.